# Hyperprosopon
Hyperprosopon es un género de peces de la familia Embiotocidae, del orden Perciformes. Este género marino fue descrito por primera vez en 1854 por William Peters Gibbons.

## Especies
Especies reconocidas del género:
- Hyperprosopon anale Agassiz, 1861
- Hyperprosopon argenteum Gibbons, 1854
- Hyperprosopon ellipticum (Gibbons, 1854)